# Prise de l'Alhóndiga de Granaditas
Guerre d'indépendance du Mexique
La prise de l'Alhóndiga de Granaditas est une action militaire qui eut lieu à Guanajuato, Mexico le 28 septembre 1810 entre les soldats royalistes de la province et les insurgés commandés par Miguel Hidalgo et Ignacio Allende.
Compte tenu de la terreur que faisaient régner les rebelles dans la capitale de cette province, l'intendant Juan Antonio de Riaño y Bárcena (es) fut amené à se retrancher avec la population dans l'Alhóndiga de Granaditas (halle aux blés) bâtiment construit en 1800 avec la participation de Miguel Hidalgo en tant que conseiller de son ami Riaño. Après plusieurs heures de combats, Riaño fut tué et les Espagnols qui s'y étaient réfugiés voulurent se rendre. L'armée du vice-roi continua le combat jusqu'à l'entrée des insurgés qui entreprirent alors de tuer non seulement la malheureuse garde qui protégeait la halle mais aussi de nombreuses familles de civils qui y étaient réfugiées. De nombreux historiens considèrent qu'il s'agit plus d'une émeute ou d'une boucherie civile que d'une bataille du fait de l'inégalité numérique entre les deux camps.

## Précédents

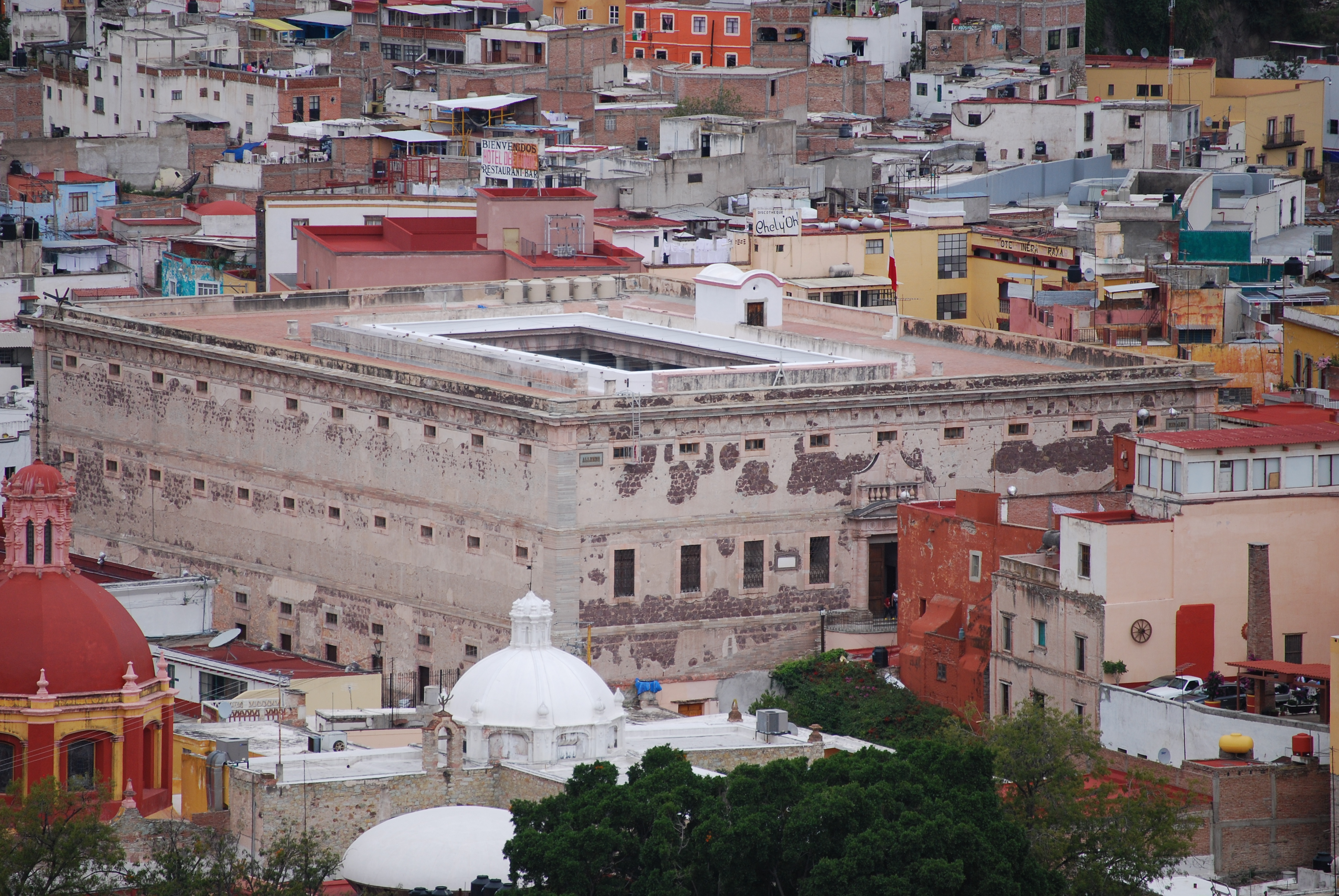
L'Alhóndiga de Granaditas

L'instabilité politique résultant de la crise politique de 1808 tant au Mexique qu'en Espagne et la conspiration de Valladolid (es) en 1809 permirent l'émergence des idées libérales et indépendantistes parmi la population créole. 
Au début des années 1810 à Querétaro, le maire Miguel Domínguez et sa femme Josefa Ortiz de Dominguez organisèrent une conspiration contre le gouvernement colonial de Joseph Bonaparte qui était sous l'autorité de Napoléon en Espagne.
Les militaires  Ignacio Allende, Juan Aldama et Mariano Abasolo (es) étaient opposés à l'indépendance et voulaient un protectorat régi par Ferdinand VII, le « légitime » roi d'Espagne, mais avec la liberté pour les habitants. Le coup prévu pour le 8 décembre fut reporté au 2 octobre, jour de foire à San Juan de los Lagos où se rassemblaient un grand nombre de commerçants et d'artisans. La  conspiration de Quérétaro (es), comme l'appellent les historiens, avait besoin d'un meneur qui se trouva bientôt en la personne de Miguel Hidalgo y Costilla, 57 ans à cette époque, prêtre de Dolores Hidalgo, agriculteur, ancien recteur de Michoacana de San Nicolás de Hidalgo (es), possédant une grande influence parmi les groupes sociaux, principalement les indigènes, et très respecté dans le Bajío. Le complot fut découvert le 11 septembre et Allende fut sur le point d'être arrêté. Hidalgo décida alors, en tant que chef des conjurés, d'avancer la date de l’insurrection, et la fixa au matin du 16 septembre dans sa paroisse de Dolores, un événement connu sous le nom de Grito de Dolores.

Tres de Mayo de Francisco de Goya. La Guerre d'indépendance espagnole fut un précédent direct de l'indépendance mexicaine et de la prise de l'Alhóndiga de Granaditas.

Après le Grito de Dolores, Hidalgo réunit 6 000 hommes pour commencer le combat. En quelques jours, il entra sans résistance dans San Miguel el Grande et Celaya où il obtint encore plus de financement et de troupes pour la bataille. 
En prenant  Atotonilco (es) dans la prairie du Bajío, Hidalgo s'empara d'une bannière de Notre-Dame de Guadalupe, symbole religieux des habitants de la Nouvelle-Espagne qui conduisit à la conversion au catholicisme de nombreux Indiens après une apparition mariale à Tepeyac au XVIe siècle. Cette bannière servira d’étendard à Hidalgo dans ses batailles mais sera saisie à la bataille du pont de Calderón et emmenée en Espagne comme un trophée. À l'occasion des célébrations du centenaire de l'indépendance du Mexique (es) en 1910, la bannière fut retournée à Mexico.
Le 24 septembre, Allende prit Salamanque où Hidalgo fut proclamé capitaine général des armées d'Amérique et Allende lieutenant général. Dans cette ville il y eut un début de résistance et une tentative de pillage réprimées par Aldama. En quittant Salamanque, Hidalgo disposait de cinquante mille hommes prêts au combat.
La réponse du côté espagnol fut rapide. L'archevêque de Mexico Francisco Javier de Lizana y Beaumont qui avait gracié les conspirateurs de Valladolid fut libéré le 14 septembre par Francisco Javier Venegas, un participant à la bataille de Bailén qui jouissait de la confiance des Espagnols pour sa dureté. Il ordonna immédiatement à Manuel Flon, gouverneur de l'État de Puebla, de mettre un terme aux insurrections dans la province. Manuel Abad y Queipo, évêque de Michoacán et autre ami d'Hidalgo, l'excommunia lui et tous les insurgés le 27 septembre.

## La Prise

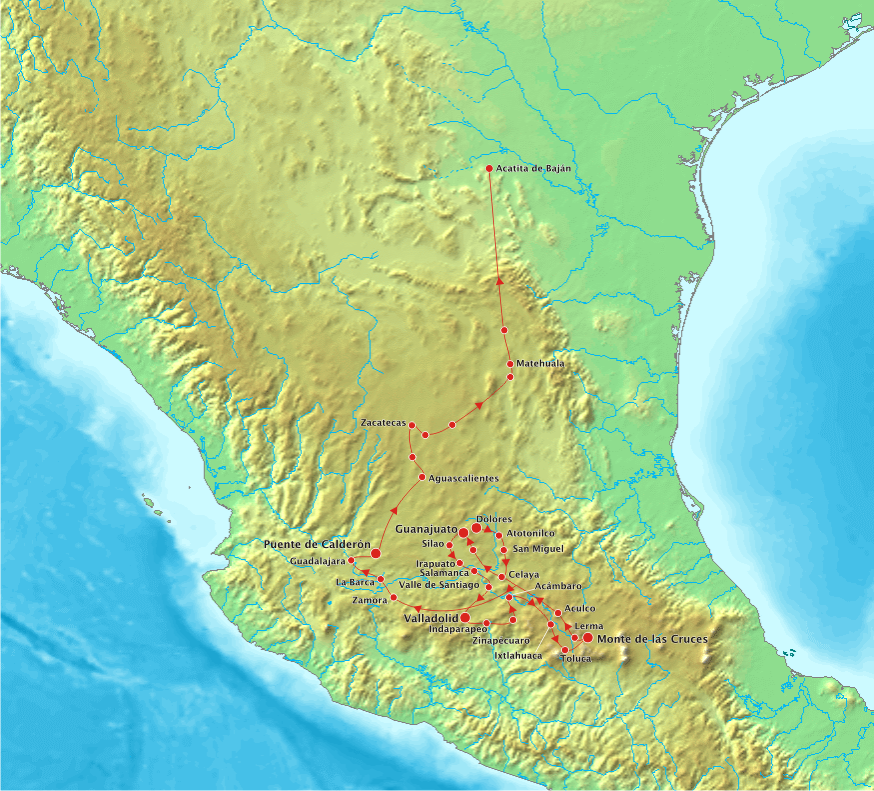
Carte de la campagne de Hidalgo, incluant l'affrontement de l'Alhóndiga.

Hidalgo envoya José Mariano Jiménez (es) comme émissaire. C'était un mineur sans formation militaire qui demanda à Allende la permission d'intégrer la troupe. Allende refusa mais Hidalgo décida d'envoyer une mission spéciale pour intimider Riaño et lui demander la reddition de la ville de Guanajuato sans violence. Ci-dessous le texte de la lettre :

« [...] Je ne vois pas les Européens comme des ennemis mais seulement comme un obstacle à la bonne réussite de notre entreprise. Votre Honneur utilisera ces idées pour informer les Européens qui se sont réfugiés à l'Alhóndiga afin qu'ils décident s'ils choisissent d'être ennemis ou s'ils acceptent de se constituer prisonniers qui seront traités humainement et avec générosité, comme ils reconnaissent ce que nous apportons avec nous, jusqu'à ce que nous obtenions la liberté implicite et de l'indépendance [sic ¿?], auquel cas ils feront partie des citoyens ayant droit à la restitution de leurs avoirs que, pour l'instant, nous utilisons pour servir les exigences de la nation. Si, toutefois, il n'était pas accédé à cette demande, j'appliquerai toutes les forces et les moyens pour les détruire sans qu'ils ne puissent plus rien espérer des casernes »

Riaño, né à Lierganes près de  Santander en Espagne, était un marin qui avait participé à plusieurs batailles navales et atteint le grade de capitaine de frégate. En 1786, à la suite des ordonnances de Charles III d'Espagne pour le bon fonctionnement de la Nouvelle-Espagne, il fut promu lieutenant général puis nommé intendant de Guanajuato en 1795. Là, il se lia d'amitié avec Hidalgo, curé de la paroisse de Dolores et Manuel Abad y Queipo, alors gouverneur du diocèse de Michoacán. Dès réception de la lettre de Hidalgo, il refusa d'accéder à sa demande, affirmant être un soldat du roi d'Espagne, reconnu comme la seule autorité habilitée par le vice-roi Venegas. Connaissant la réponse de son vieil ami, Hidalgo décida de lancer le combat.
Allende, Aldama et Jimenez se répartirent de manière égale autour de Guanajuato. Dans un premier temps ils ne rencontrèrent pas la moindre résistance et, au contraire, reçurent même des aides financières et recrutèrent des soldats. Certains de leurs indicateurs les informèrent de l'état des forces militaires et des richesses qui étaient disponibles. La bataille commença vers huit heures du matin au pied de la halle aux grains (Alhóndiga de Granaditas). Riaño ordonna au lieutenant Barceló, capitaine de la garde, de monter sur le toit pour faire face à une possible invasion tandis qu'il restait au rez-de-chaussée pour résister au siège des insurgés. Barcelo, du haut du toit ripostait avec des bombes et des fusils mais Riaño, comprenant qu'aucun camp ne pouvait remporter la victoire et que les royalistes étaient entièrement cernés, décida une sortie avec une poignée d'hommes. Un des principaux insurgés, s'apercevant de la présence de Riano, ordonna une attaque sur le chef royaliste qui mourut en essayant de se défendre. Les soldats qui l'avaient accompagné se retirèrent avec son corps. 

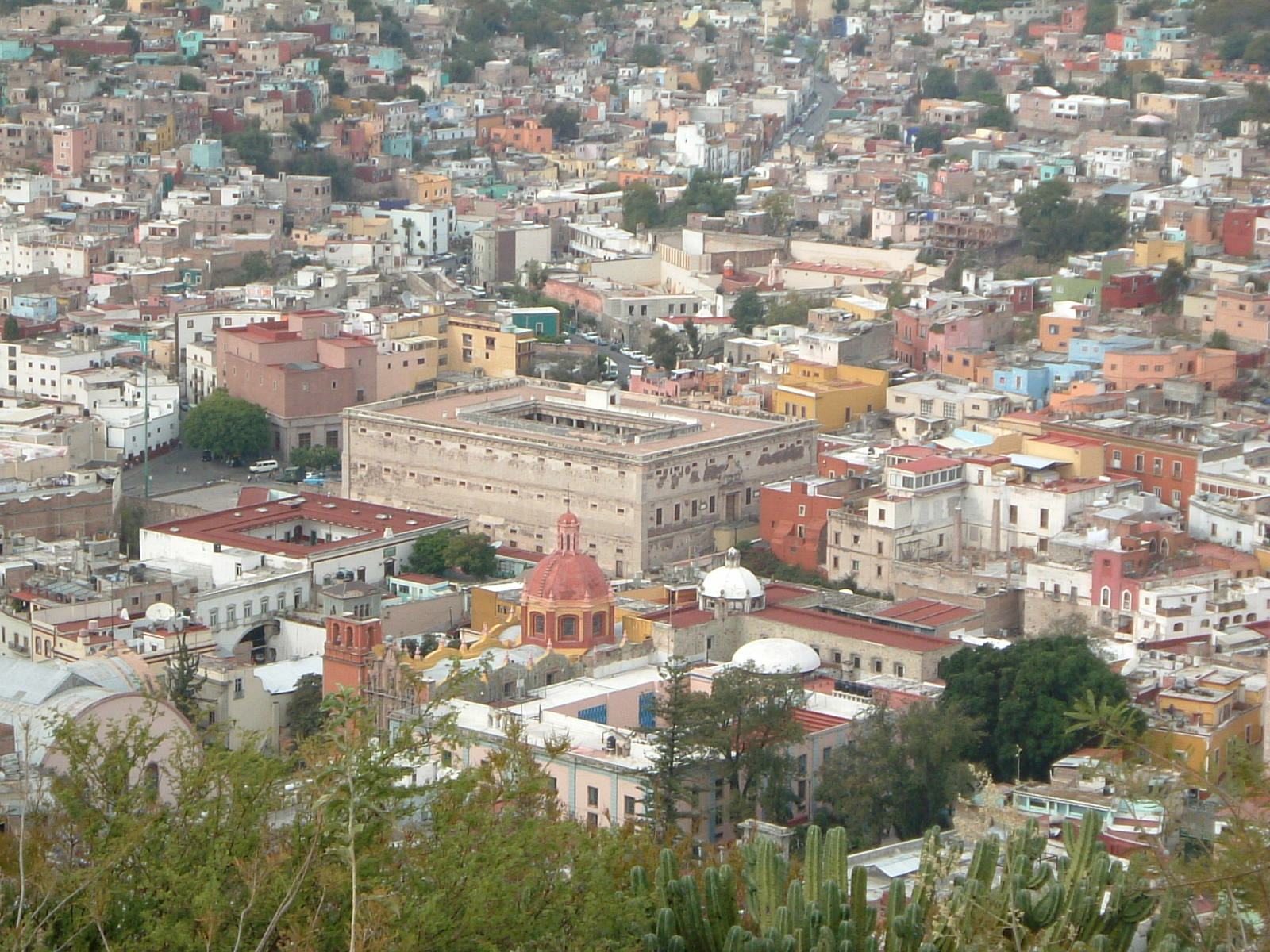
Vue de la Alhóndiga de Granaditas.

À la mort de l'intendant, un des conseillers de Riaño suggéra la reddition au lieutenant Barceló et que lui, en tant que commandant en second, devait prendre en charge la situation. Barceló refusa catégoriquement, disant qu'il s'agissait d'une combat et que l'autorité militaire qu'il représentait était supérieure à l'autorité civile en temps de guerre. Toutefois, le conseiller de Riaño se procura un mouchoir blanc et l'attacha au fusil d'un soldat tombé au combat. Il l'agita en signe de paix et les insurgés comprirent que les Espagnols avaient décidé de se rendre. Hidalgo ordonna un cessez-le-feu et envoya Allende négocier avec les vaincus.
Barceló tua alors le conseiller qui agitait le drapeau de reddition et monta sur le toit pour continuer d'envoyer des bombes. Comprenant qu'ils avaient été trompés, les insurgés reprirent alors le combat. Hidalgo envisagea de prendre le bâtiment mais il n'en avait ni l'intention ni les moyens. Selon la version officielle, c'est alors que Juan Jose de los Reyes Martinez, un mineur de La Valenciana, connu pour sa force et surnommé El Pipila (es), demanda à Hidalgo la permission de mettre le feu à la porte de l'Alhóndiga afin de permettre aux insurgés d'y pénétrer. Après réflexion, le prêtre accepta et l'opération commença.
Après avoir incendié le seuil renforcé de plaques de métal de l'Alhóndiga, les insurgés y pénétrèrent et se livrèrent au massacre et au pillage. Barceló et le fils de Riano, tous deux commandants royalistes, furent tués par la foule ainsi que beaucoup d'Espagnols et de Créoles d'ascendance. Le sac de Guanajuato ne se limita pas uniquement à la Bourse des céréales mais s'étendit à la ville et la région environnante les jours suivants. Hidalgo empêcha certains de ses soldats de profaner le corps de son ami Riano et c'est alors qu'il comprit à quel point la ville avait été dévastée. Les troupes insurgés abandonnèrent Guanajuato le 1er octobre.

## Suites
Après avoir quitté Guanajuato, les rebelles prirent la route de Valladolid, où les habitants, après avoir appris la nouvelle, fuirent vers d'autres parties du pays afin de ne pas connaître le sort des habitants de Guanajuato. Valladolid tomba sans résistance le 17 octobre puis ce fut le tour de Toluca le 25 octobre avec la capitale comme prochain objectif. Le 30 octobre, les insurgés triomphèrent à la bataille de Monte de las Cruces. Du fait de cette succession de victoires, les rebelles avaient hâte de se rendre à Mexico, décrite par Alexander von Humboldt comme « la ville des Palais ». Mais Hidalgo décida le 1er novembre d'envoyer Mariano Abasolo et Allende comme émissaires pour négocier avec Venegas la reddition pacifique de la ville aux troupes rebelles. Le vice-roi, loin d'accepter un accord, aurait fait fusiller les émissaires si l'archevêque de Mexico et un autre vice-roi, Francisco Xavier de Lizana y Beaumont n'étaient intervenu. Après avoir réfléchi durant la nuit du 3 novembre, Hidalgo ordonna à l'armée des insurgés de ne pas marcher sur la capitale mais de se diriger vers la région de Bajío où Calleja les surprit à San Jeronimo Aculco le 7 novembre. C'est là qu'eut lieu la bataille d'Aculco qui fut un véritable désastre pour les insurgés. Après la défaite, un différend s'installa entre Hidalgo et Allende, ce qui amena le prêtre de Dolores à se retirer à Valladolid, accentuant ainsi les divergences et la distance avec Allende.

## Commémoration

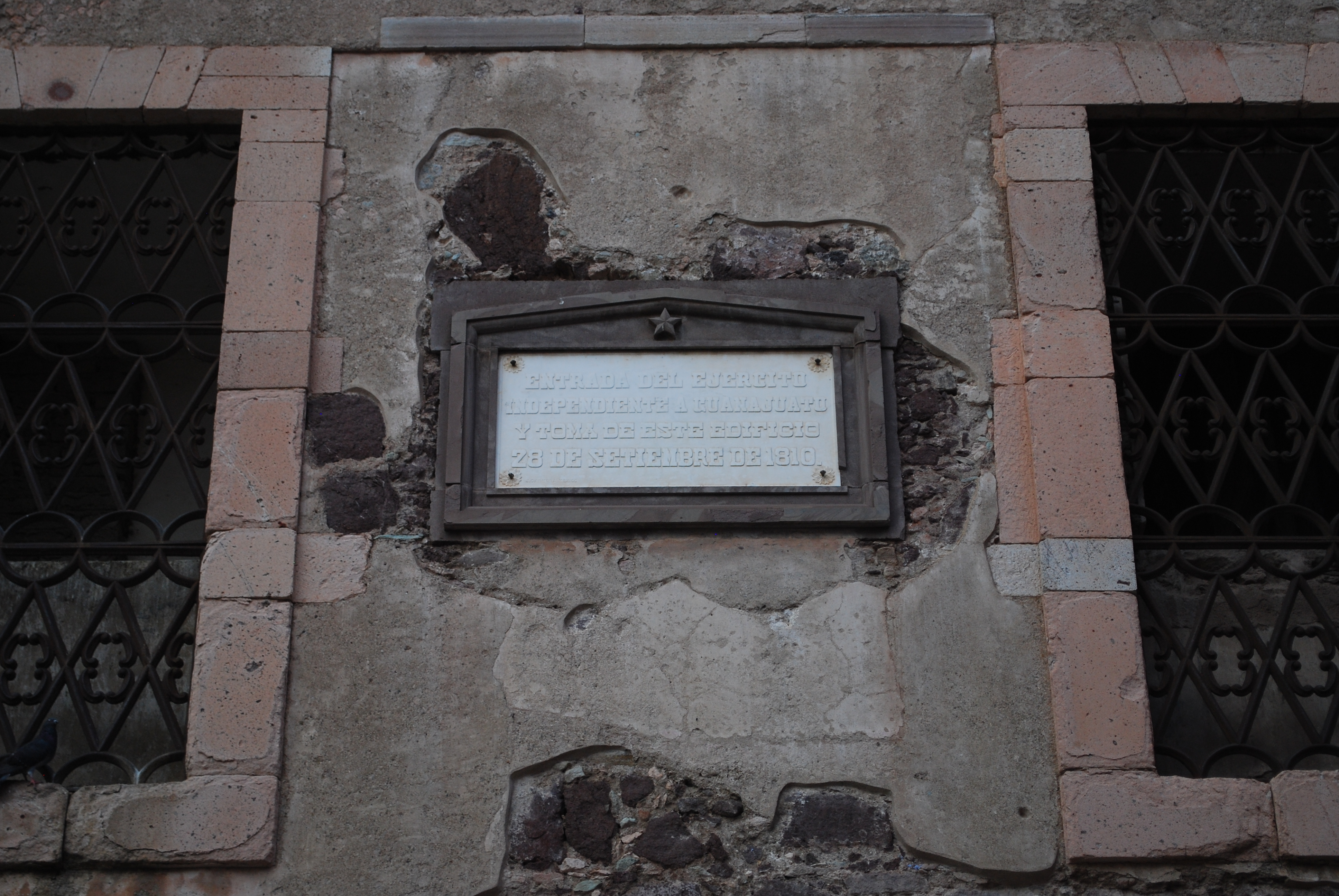
Plaque commémorative : « Entrée de l'armée indépendante et prise de ce bâtiment le 28 septembre 1810 ».

La prise de l'Alhondiga de Granaditas se commémore chaque 28 septembre par un défilé auquel participent tous les élèves des écoles municipales et les fonctionnaires de la Province et de l'État. Par ailleurs, chaque 28 novembre, une cérémonie de renouvellement du « feu symbolique de la liberté » est organisée à l'intérieur de l'Alhondiga à laquelle prennent part le gouverneur de l'État de Guanajuato ainsi que divers conférenciers